# Кобиље (Мало Црниће)
Кобиље је насеље у Србији у општини Мало Црниће у Браничевском округу. Према попису из 2022. било је 473 становника.

## Демографија
У насељу Кобиље живи 759 пунолетних становника, а просечна старост становништва износи 47,1 година (43,8 код мушкараца и 50,1 код жена). У насељу има 286 домаћинстава, а просечан број чланова по домаћинству је 3,25.
Становништво у овом насељу веома је нехомогено.
|  |

| Демографија | Демографија | Демографија |
| Година      | Становника  | Становника  |
| ----------- | ----------- | ----------- |
| 1948.       | 1.721       |             |
| 1953.       | 1.741       |             |
| 1961.       | 1.714       |             |
| 1971.       | 1.721       |             |
| 1981.       | 1.629       |             |
| 1991.       | 1.547       | 1.196       |
| 2002.       | 930         | 1.466       |
| 2011.       | 727         |             |

| Етнички састав према попису из 2002.‍ | Етнички састав према попису из 2002.‍ | Етнички састав према попису из 2002.‍ | Етнички састав према попису из 2002.‍ | Етнички састав према попису из 2002.‍ |
| ------------------------------------ | ------------------------------------ | ------------------------------------ | ------------------------------------ | ------------------------------------ |
|                                      |                                      |                                      |                                      |                                      |
| Срби                                 | Срби                                 |                                      | 524                                  | 56,34%                               |
| Власи                                | Власи                                |                                      | 296                                  | 31,82%                               |
| Румуни                               | Румуни                               |                                      | 13                                   | 1,39%                                |
| Македонци                            | Македонци                            |                                      | 3                                    | 0,32%                                |
| Роми                                 | Роми                                 |                                      | 1                                    | 0,10%                                |
| непознато                            | непознато                            |                                      | 61                                   | 6,55%                                |

| Година пописа     | 1948. | 1953. | 1961. | 1971. | 1981. | 1991. | 2002. |
| ----------------- | ----- | ----- | ----- | ----- | ----- | ----- | ----- |
| Број домаћинстава | 409   | 407   | 406   | 383   | 366   | 329   | 286   |

| Број чланова      | 1  | 2  | 3  | 4  | 5  | 6  | 7  | 8 | 9 | 10 и више | Просек |
| ----------------- | -- | -- | -- | -- | -- | -- | -- | - | - | --------- | ------ |
| Број домаћинстава | 55 | 76 | 47 | 32 | 31 | 23 | 15 | 7 | 0 | 0         | 3,25   |

| Пол    | Укупно | Неожењен/Неудата | Ожењен/Удата | Удовац/Удовица | Разведен/Разведена | Непознато |
| ------ | ------ | ---------------- | ------------ | -------------- | ------------------ | --------- |
| Мушки  | 362    | 61               | 253          | 39             | 9                  | 0         |
| Женски | 433    | 51               | 253          | 108            | 20                 | 1         |
| УКУПНО | 795    | 112              | 506          | 147            | 29                 | 1         |

| Пол    | Укупно                    | Пољопривреда, лов и шумарство | Рибарство                            | Вађење руде и камена | Прерађивачка индустрија       |
| ------ | ------------------------- | ----------------------------- | ------------------------------------ | -------------------- | ----------------------------- |
| Мушки  | 202                       | 160                           | 0                                    | 0                    | 4                             |
| Женски | 182                       | 172                           | 0                                    | 0                    | 0                             |
| УКУПНО | 384                       | 332                           | 0                                    | 0                    | 4                             |
| Пол    | Производња и снабдевање   | Грађевинарство                | Трговина                             | Хотели и ресторани   | Саобраћај, складиштење и везе |
| Мушки  | 1                         | 15                            | 8                                    | 6                    | 1                             |
| Женски | 0                         | 1                             | 3                                    | 1                    | 0                             |
| УКУПНО | 1                         | 16                            | 11                                   | 7                    | 1                             |
| Пол    | Финансијско посредовање   | Некретнине                    | Државна управа и одбрана             | Образовање           | Здравствени и социјални рад   |
| Мушки  | 0                         | 1                             | 2                                    | 1                    | 2                             |
| Женски | 0                         | 0                             | 0                                    | 2                    | 3                             |
| УКУПНО | 0                         | 1                             | 2                                    | 3                    | 5                             |
| Пол    | Остале услужне активности | Приватна домаћинства          | Екстериторијалне организације и тела | Непознато            | Непознато                     |
| Мушки  | 0                         | 0                             | 0                                    | 1                    | 1                             |
| Женски | 0                         | 0                             | 0                                    | 0                    | 0                             |
| УКУПНО | 0                         | 0                             | 0                                    | 1                    | 1                             |

Према подацима последње обављеног пописа иѕ 2011. године, у Кобиљу релативну већину становништва чине Власи.